# Pablo Burzio
Pablo Burzio (Bulnes, 3 dicembre 1992) è un calciatore argentino, attaccante del Matera.

## Caratteristiche tecniche
È un'ala mancina che può essere schierata alle spalle di un centravanti.

## Carriera
Cresciuto nelle giovanili dell'Instituto (C), debutta in prima squadra il 13 agosto 2011 giocando da titolare il match vinto per 2-0 contro l'Huracán.
Segna la sua prima rete l'8 dicembre nella disastrosa sconfitta in Copa Argentina per 4-1 contro l'Atlético Policial, squadra militante in quarta divisione, portando momentaneamente in vantaggio i suoi.
Nel mercato estivo del 2014 viene ceduto in prestito fino al termine dell'anno successivo all'Arsenal Sarandí.
Il 14 gennaio 2022 viene annunciato il suo acquisto da parte del Potenza.